# مورچه خورت
مورچه‌خورت، روستایی در دهستان مورچه خورت بخش مرکزی شهرستان شاهین‌شهر در استان اصفهان ایران است. این روستا، مرکز دهستان مورچه خورت است.
روستای تاریخی مورچه‌خورت در امتداد محور تاریخی و گردشگری شمال اصفهان یکی از مهم‌ترین مناطقی است که با توجه به وجود آثار ارزشمند تاریخی و طبیعی می‌تواند به روستای هدف گردشگری در محور شمال اصفهان تبدیل گردد.
شهرستان شاهین‌شهر و میمه در امتداد محور تاریخی و گردشگری شمال استان اصفهان واقع ‌شده است و با دارا بودن ظرفیت‌های بزرگی همچون وجود دو قنات جهانی و همچنین دو کاروان‌سرا که نامزد ثبت جهانی است، در کنار بسیاری آثار ارزشمند دیگر همچون ارگ عظیم روستای مورچه‌خورت می‌تواند با برنامه‌ریزی مناسب به یکی از قطب‌های اصلی گردشگری در شمال شهر تاریخی اصفهان تبدیل گردد.

## جاذبه‌های تاریخی

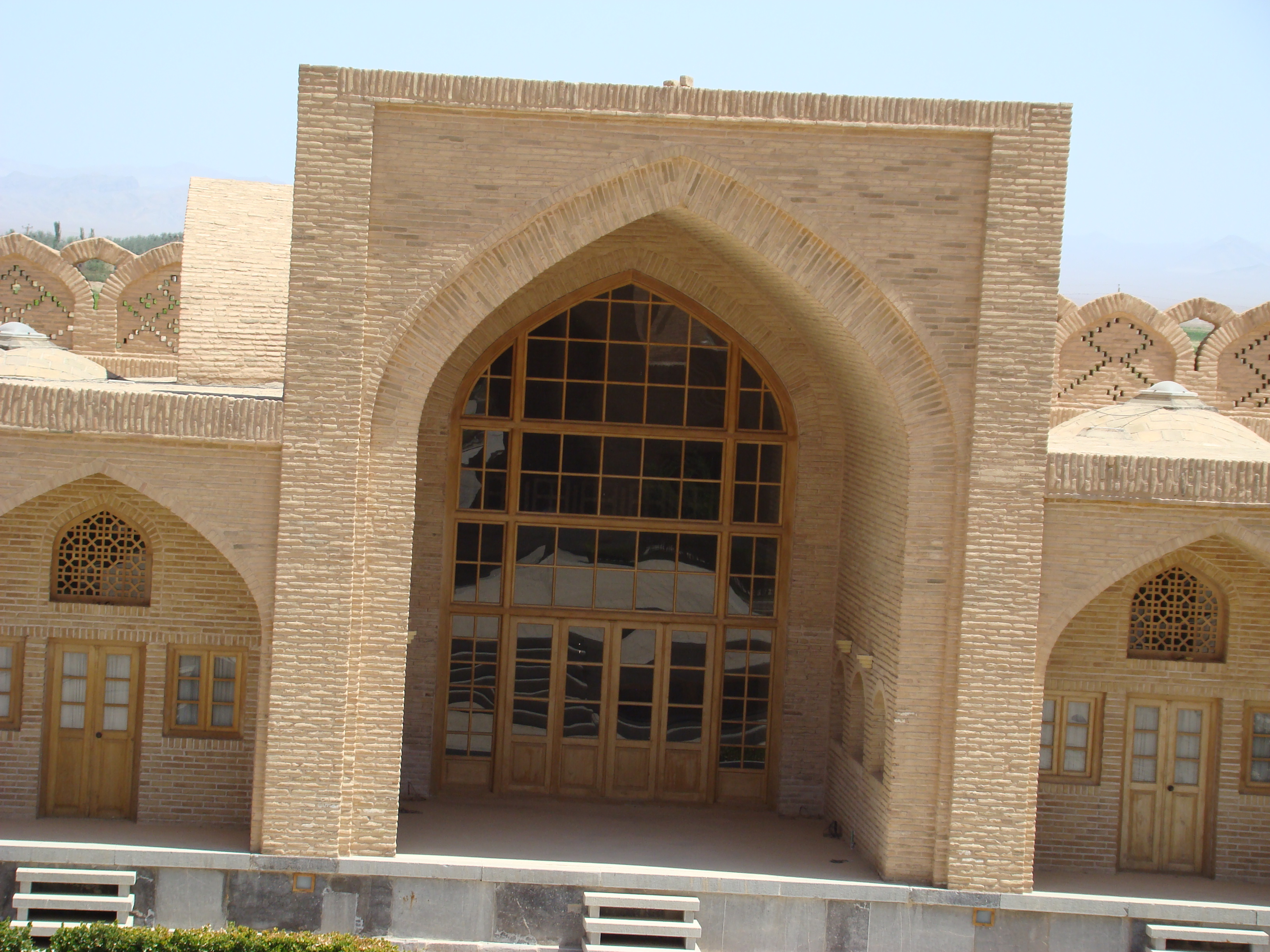
سردر ورودی کاروانسرا

از جاذبه‌های تاریخی این روستا می‌توان به ارگ مورچه خورت، کاروانسرای مادرشاه و کاروانسرای عباسی (چاپارخانه) اشاره کرد.
این بنا پس از ارگ بم بزرگ‌ترین و کامل‌ترین بنای خشتی است و ابعاد آن حدود ۱۲۰×۱۲۰ گام دارد، در هر ضلع این بنا سه برج دیده‌بانی قرار دارد که جمعا هشت برج در چهار ضلع بنا واقع است. در داخل این مجموعه حمام، مسجد، امامزاده، خانه‌های اربابی بزرگ، راسته بازار وجود و قرار دارد. مورچه خورت تا زمان صفویه و قاجار مرکز حیات وحش اصفهان و دارای حیواناتی چون آهو، گوزن، کرکس، بز کوهی، قوچ را دارا بوده است.

## وجه تسمیه
نام مورچه‌خورت از ترکیب دو بخش «مورچه» و «خورت» تشکیل شده است. دربارهٔ ریشه و معنای این نام، چندین نظریه وجود دارد:

### خورت به معنای لانه یا گذرگاه مورچه‌ها
برخی پژوهشگران معتقدند «خورت» یا «خور» در این نام به معنای لانه، سوراخ، یا گذرگاه مورچه‌ها است.

### خور به معنای بیابان یا باتلاق
در متون فارسی، «خور» گاه به معنای صحرا، بیابان، یا زمین باتلاقی به کار رفته است.

### خورآبه (سوراخ آبگیر)
واژهٔ «خورآبه» در متون قدیمی به حفره‌هایی که آب را به سرعت فرو میکشند اشاره دارد.

## اهمیت تاریخی
مورچه‌خورت به دلیل نبرد مورچه‌خورت (۱۱۱۷ خورشیدی) میان نیروهای نادرشاه افشار و افغانهای اشغالگر مشهور است.

## جمعیت
بر پایه سرشماری عمومی نفوس و مسکن در سال ۱۳۹۵، جمعیت این روستا برابر با ۱٬۳۶۹ نفر (۳۹۴ خانوار) بوده است.